# Swiss Arms
Pour les articles homonymes, voir Swiss.
SIG Sauer AG, enregistrée sous le nom SAN Swiss Arms AG jusqu'en 2019 à Zug est une entreprise de fabrication d'armes à feu suisse, basée à Neuhausen dans le Canton de Schaffhouse.

## Historique
Fondée en 1853, SIG était présent dans le ferroviaire, l'armement (dès 1860) et le conditionnement et fournit entre autres l'armée suisse.
En 1976, avec la société Sauer & Sohn, elle forme la société SIG Sauer GmbH.
Leurs productions sont importées aux États-Unis par SIG Sauer, créé à cet effet en 1985.
Elle était connue sous le nom de SIG Arms AG avant 2000 quand un groupe d'investisseurs allemands rachète la division armement à la compagnie mère Schweizerische Industrie Gesellschaft (SIG).
Sauer & Sohn, qui appartenait elle aussi jusqu'en 2000 à la holding SIG, fait maintenant partie de la société Swiss Arms.

## Production

### Armes
Pistolet
- SIG P210
- SIG Sauer P220
- SIG Sauer P225
- SIG Sauer P226 (et ses variantes 228 et 229)
- SIG Sauer P239
- SIG Sauer P245
- SIG Sauer SP 2340
- SIG Sauer SP 2009
- SIG Sauer SP 2022
- Glock 17

Fusil d’assaut
- SIG-550 (et ses variantes SIG-551, SIG-552 et SIG-553)

Fusil de précision
- Sauer SSG 3000

Lance grenades
- SIG GLG 40

Fusil à air comprimé
- TG-1

### Munitions
- Plomb (projectile) 4,5 mm